# Carlos II de Mântua
Carlos II Gonzaga, em francês Charles II Gonzague e em italiano Carlo II Gonzaga (Mântua, 31 de outubro de 1629 – Mântua, 14 de agosto de 1665), era um príncipe franco-italiano do século XVII, membro do ramo dos Gonzaga-Nevers, sendo um dos aristocratas mais titulado do seu tempo.

## Títulos de nobreza
Para além de duque soberano dos estados norte-italianos (Mântua e Monferrato, Carlos II possuía também vários títulos nobiliárquicos no Reino de França :
- pela morte de seu tio Fernando de Mayenne em 1632, herda o título de Duque de Mayenne;
- e pela morte de seu avô em 1637, herda os títulos de Duque de Nevers, Duque de Rethel, Príncipe de Arches, Príncipe de Mântua (em França), e ainda Conde de Rodigo e Rivalta, Conde de Villars, Conde de Tende e Marquês de Sommerive.

## Biografia
Carlos, era o único filho de Carlos de Gonzaga-Nevers e de Maria de Mântua, e com 8 anos de idade sucede ao seu avô Carlos I de Mântua, morto em 1637. Seu pai morrera em 1631, pelo que sua mãe assegura a regência até 1647, ano em que Carlos completa 18 anos.

## A regência
No plano interno, Maria adota uma política social sendo amada pelo seu povo quando reduz os impostos. Externamente, ela abandona rapidamente a política pró-francesa de seu sogro, para se aproximar do Império, muito mais presente na Itália do norte. Para consagrar os elos com os Habsburgo, ela organiza os noivados do seu filho com a sobrinha do defunto Imperador Fernando II, Isabel Clara de Habsburgo, e os da sua filha Leonor de Gonzaga-Nevers com o próprio imperador Fernando III de Habsburgo, desencadeando assim a cólera do rei Luís XIV de França que via o seu inimigo da guerra dos Trinta Anos tomar vantagem junto da nobreza francesa. Maria de Mântua coloca um fim à sua regência em 1647, quando seu filho atinge a idade de 18 anos.

## Um ducado em crise
No inicio efetivo do seu reinado, em 1647, Carlos II encontra-se confrontado com os piores dificuldades. Mântua tem que fazer face a uma terrível escassez de alimentos provocada pelas inundações do Mincio cujas águas, ampliadas pelas do rio Pó, submergem os campos do ducado deixando fora de uso todos os moinhos.
A capital do ducado de Monferrato, Casale, era um tema que preocupava Carlos uma vez que, na sequência da Paz de Vestfália de 1648, a cidadela encontrava-se ocupada pelas tropas francesas. Carlos, confortado com as novas ligações de parentesco com a casa de Habsburgo, organiza uma expedição contra Casale para expulsar os franceses, ajudado por tropas espanholas. Esta ação é justificada junto de Luís XIV pela vontade de retomar o controlo da sua capital e afirmar a soberania da família ducal de Mântua sobre a cidade.
Entretanto, Carlos era um homem com gastos dispendiosos e a situação económica do ducado de Mântua piorou. Carlos desloca-se a França, em 1654, para negociar a venda dos seus feudos franceses, no caso o ducado de Mayenne que cede ao cardeal Mazarino. Essa venda foi insuficiente e, em 1659, os ducados de Nevers e de Rethel são também vendidos ao mesmo comprador.
As suas numerosas ausências, frequentemente motivadas pelas visitas à sua amante Margarida della Rovere residente em Casale, tiveram por consequência um completo deixa-andar na gestão do Estado, apesar da ação do seu ministro Ange Taracchia, que será o bode expiatório (capro espiatorio) da degradação da condição do Estado, vindo a ser aprisionado. Uma crise económica tomará conta do ducado ao ponto de que, em 1658, o Imperador Leopoldo I destitui Carlos do título de vigário imperial para a cidade de Mântua e do seu cargo de generalíssimo do Império.

## Casamento e descendência
Conforme as disposições tomadas por sua mãe, Carlos casará, em 7 de novembro de 1649, com a arquiduquesa Isabel Clara de Habsburgo (1629-1685), filha do arquiduque Leopoldo V de Habsburgo, conde Tirol e de Cláudia de Médici, princesa da Toscana. Deste casamento nasceu apenas um filho :
- Fernando Carlos I Gonzaga (1652-1708) que sucederá ao pai como 10.º duque de Mântua, 8.º duque de Monferrato e 3.º príncipe de Arches.

## Os últimos anos
Carlos II morreu com 36 anos de idade, em 14 de agosto de 1665. Aparentemente terá morrido envenenado por uma das poções afrodisíacas que utilizava para aumentar o seu vigor. Deixa o trono a seu filho, que na altura contava apenas 13 anos, sob a regência da duquesa Isabel Clara.